# گری بگ
گری بگ (انگلیسی: Gary Begg؛ زادهٔ ۲۹ دسامبر ۱۹۴۰) بازیکن هاکی روی یخ اهل کانادا است.